# Porté-Puymorens
Porté-Puymorens (Catalaans: Portè) is een gemeente in het Franse departement Pyrénées-Orientales (regio Occitanie). De plaats maakt deel uit van het arrondissement Prades. Porté-Puymorens telde op 1 januari 2022 102 inwoners.

## Geografie
De oppervlakte van Porté-Puymorens bedroeg op 1 januari 2022 49,42 vierkante kilometer; de bevolkingsdichtheid was toen 2,1 inwoners per km². In de gemeente bevindt zich de Col de Puymorens.

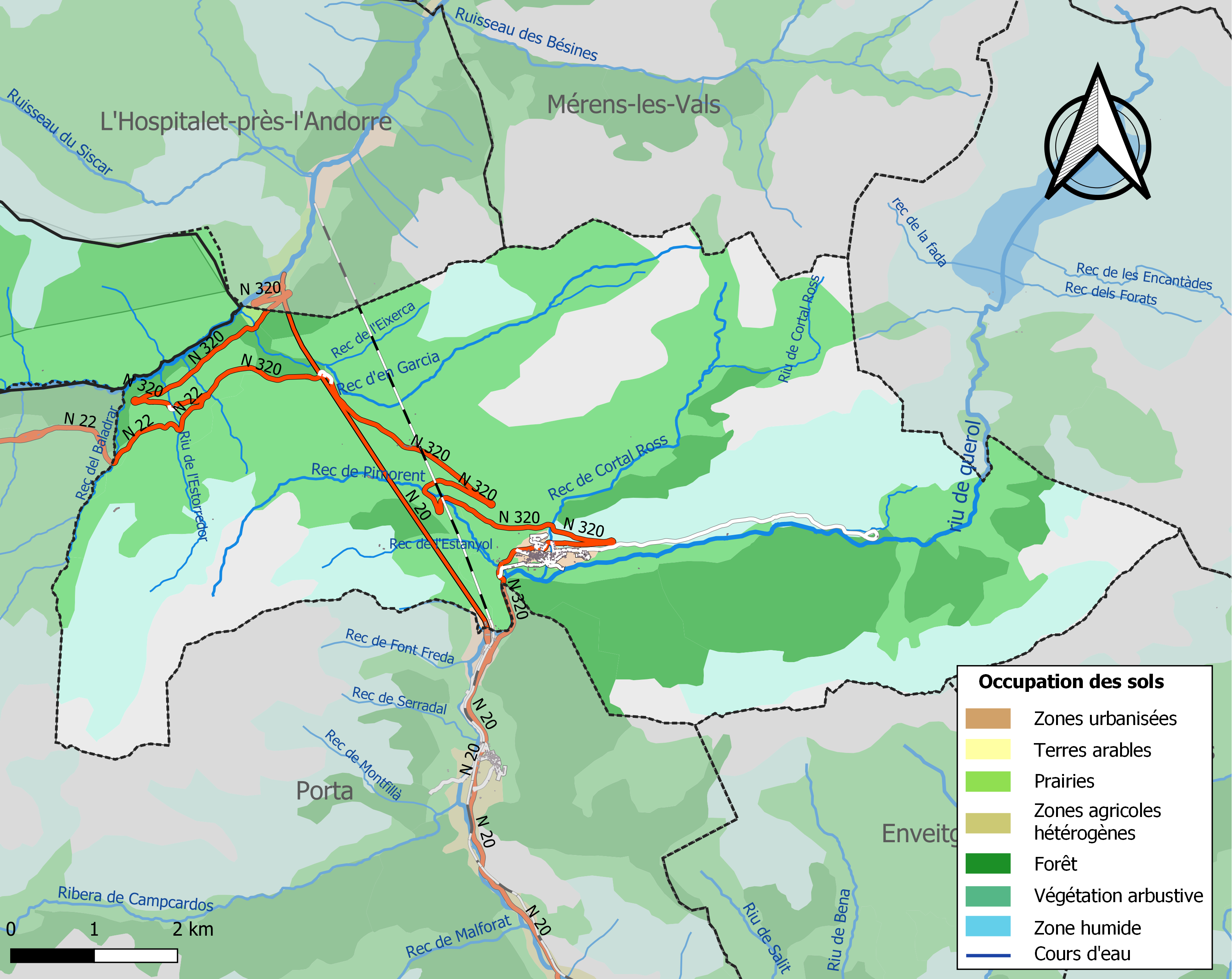
Kaart van de gemeente met de belangrijkste infrastructuur, bodemgebruik en omliggende gemeenten

## Demografie
Onderstaande figuur toont het verloop van het inwonertal (bron: INSEE-tellingen).